# 吹田市立中央図書館
吹田市立中央図書館（すいたしりつちゅうおうとしょかん）は、大阪府吹田市出口町の片山公園にある公共図書館。吹田市立図書館（組織名）の中央館である。

## 特色
2018年度（平成30年）末時点の蔵書冊数は258,206冊であり、うち開架は84,839冊である。2018年度の来館者数は177,588人であり、2018年度の貸出冊数は323,310冊である。2018年度末時点では9施設（7館2室）が吹田市立図書館を構成していたが、蔵書数は吹田市立千里山・佐井寺図書館に次いで9施設中2番目、来館者数は9施設中7番目、貸出冊数は9施設中7番目だった。
吹田市立中央図書館に付随する設備として吹田市自動車文庫「ゆめぶんこ」があり、27か所のステーションを月1回の頻度で巡回している。館外貸出冊数・貸出期間は、図書・紙芝居・雑誌・マンガが15点までで2週間、AV資料が3点までで2週間である。

## 歴史

### 開館

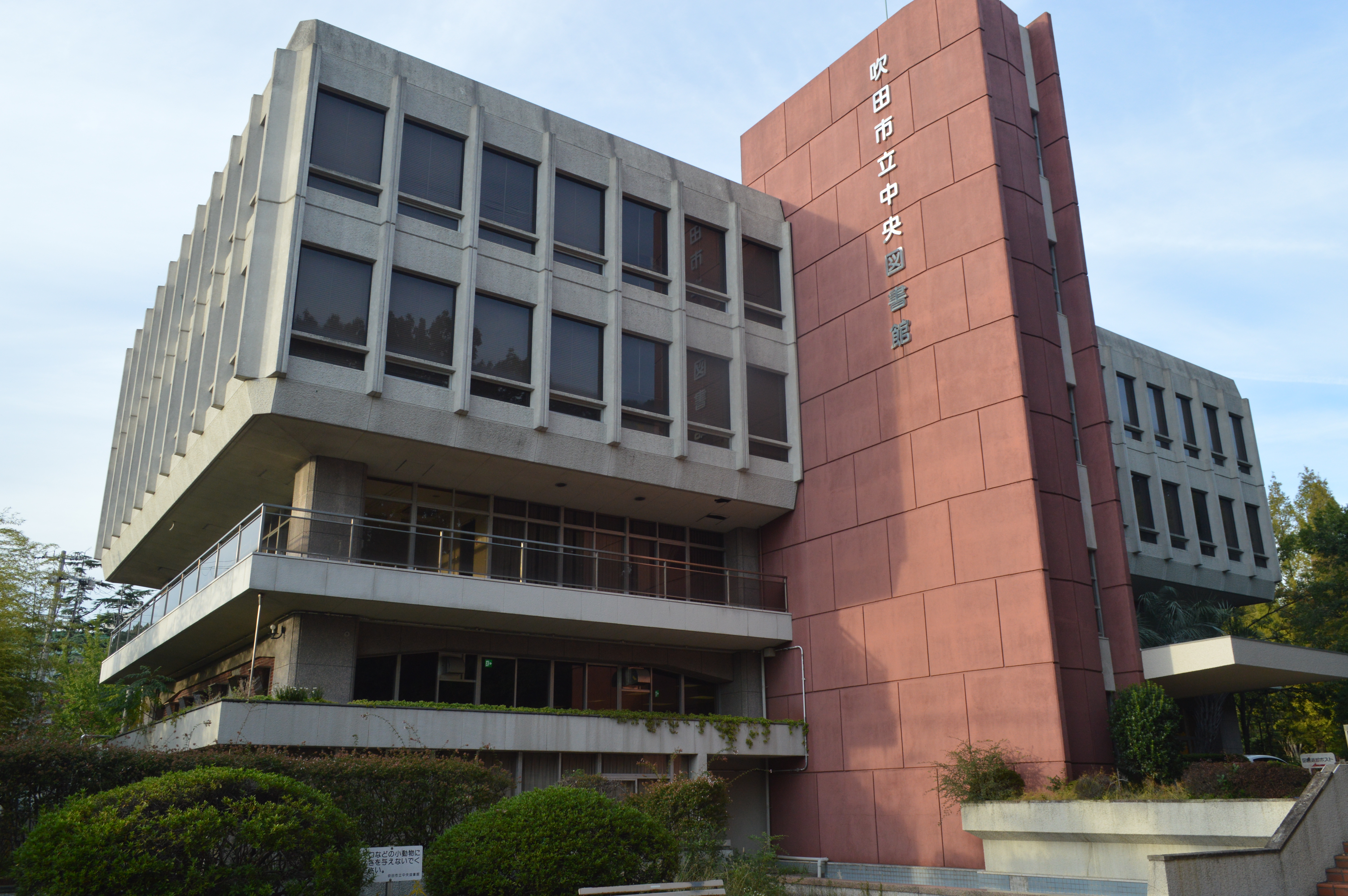
長期休館中の2019年

1971年（昭和46年）以前の吹田市立図書館は吹田市民会館の5階・6階にあったが、床面積は822平方メートルと狭く、座席数も188席しかなかった。1940年（昭和15年）に市制施行している吹田市は、市制30周年記念事業のひとつとして新図書館の建設を計画。1970年（昭和45年）12月に着工し、1971年（昭和46年）11月25日に開館した。開館当初の名称は吹田市立図書館だった。
新館の工費は3億9074万4000円であり、内訳は国補助金が1500万円、大阪府補助金が1500万円、地方債が2億4600万円、一般財源が1億1474万4000円だった。鉄筋コンクリート造4階建であり、延床面積は3,352平方メートル、図書収容能力は14万冊となった。母子閲覧室と児童屋外閲覧コーナーは大阪府で初の試みとされる。1971年度（昭和46年度）末の蔵書冊数は33,386冊、1971年度の貸出冊数は90,001冊だった。
1977年度（昭和52年度）末には貸出冊数が396,509冊でピークに達し、1977年度末の蔵書冊数は75,994冊だった。1978年（昭和53年）には吹田市2番目の図書館として千里ニュータウンに吹田市立千里図書館が開館し、吹田市立図書館は吹田市立中央図書館に改称した。この後も相次いで分館が開館しており、中央図書館は貸出冊数を減らしている。1996年度（平成8年）末には蔵書冊数が210,204冊となり、初めて20万冊を超えた。

### リニューアル
2019年（平成31年）4月1日には耐震補強工事と施設の改修工事のための長期休館に入った。もともとは2020年（令和2年）8月にリニューアル開館予定だったが、新型コロナウイルス感染症の世界的流行の影響で同年12月18日に延期され、結局は2021年（令和3年）1月にリニューアル開館した。

## 施設
1971年（昭和46年）の開館時、玄関ロビーには1970年（昭和45年）の日本万国博覧会（大阪万博）でニュージーランド館に展示されていた巨大壁画「太平洋」が復元された。壁画は縦3メートル×横7メートルであり、約1万5000枚のモザイクタイルを用いて日本やニュージーランドの地図が描かれている。
1階と2階の階段踊り場には日高正法が製作したオブジェ「真理」が展示されている。玄関前にはW・Rallenが製作したオブジェが展示されている。
開館当時（1971年）
- 1階 - 館外貸し出し室、児童室、母子室、受付カウンター
- 中2階 - 軽食喫茶室、休憩室
- 2階 - 参考図書室、事務室
- 3階 - 自習室、視聴覚資料室
- 4階 - 自習室

リニューアル前（2020年）
- 1階 - 児童図書閲覧室、第1集会室、書庫
- 中2階 - 食堂、休憩室ほか
- 2階 - 一般図書閲覧室、事務室、対面朗読室ほか
- 3階 - 自習室、第2集会室、研究室、電算室、書庫
- 4階 - 事務室、書庫ほか

リニューアル後（2021年）
- 1階 - 児童書、絵本・紙芝居、児童雑誌、英語絵本、児童文学研究、子育て情報コーナー、予約棚コーナー
- 中2階 - キッズスペース、休憩コーナー
- 2階 - 一般書・参考資料、地域・行政資料、一般雑誌、新聞、地図、電話帳、マンガ、大活字本、ヤングアダルト図書、視聴覚資料、対面朗読室
- 3階 - 事務室、録音室
- 4階 - 自習室、集会室

## 利用案内
開館時間

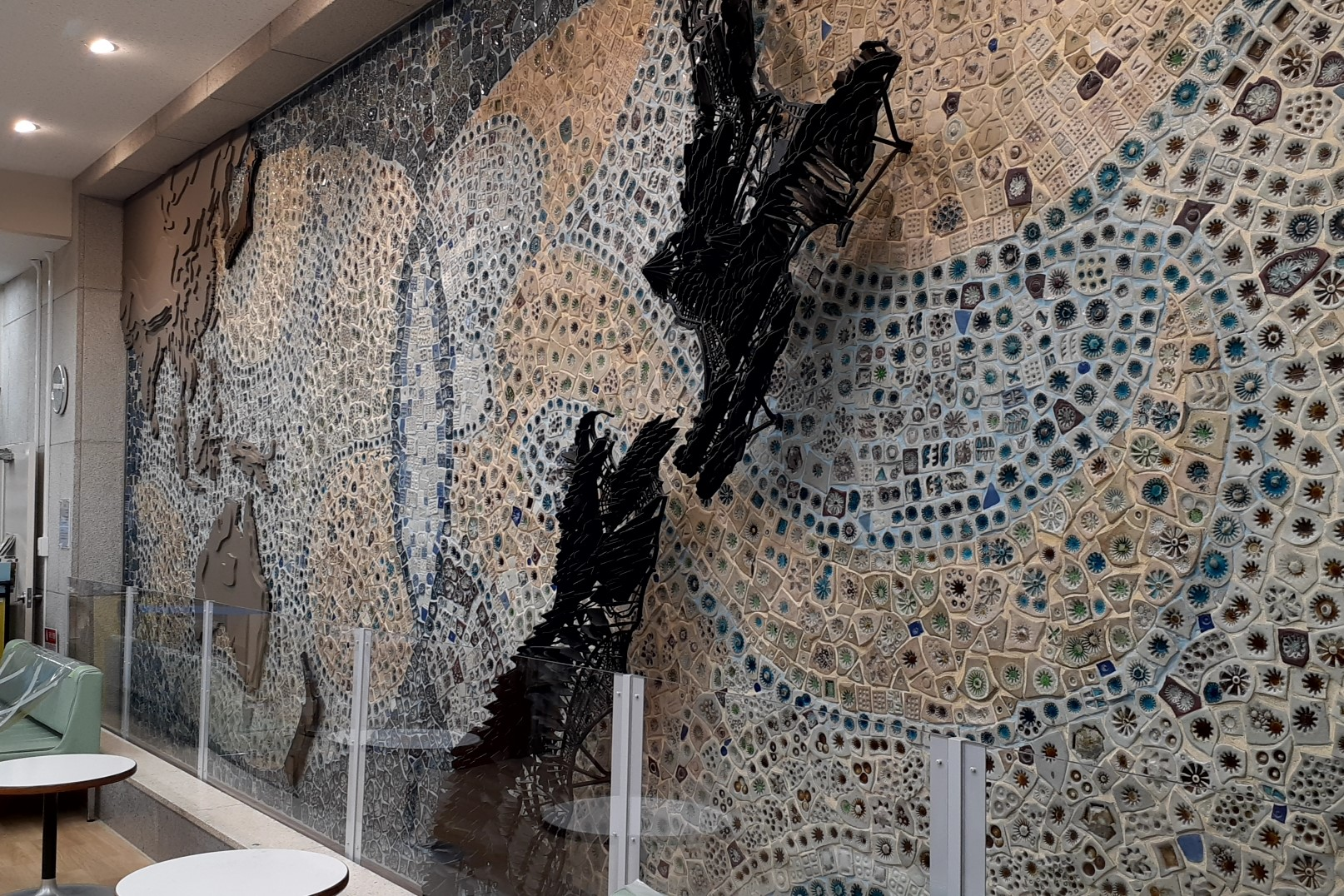
日本万国博覧会（大阪万博）でニュージーランド館に展示されていた巨大壁画「太平洋」

- 10:00～18:00（木曜・金曜は10:00～20:00）

休館日
- 年末年始（12月28日～1月4日）、館内整理日（月の最終木曜日、祝日の場合はその翌日）、長期整理期間

アクセス
- 阪急千里線吹田駅から北へ徒歩7分、豊津駅から東へ徒歩7分。
- JR京都線吹田駅から北西へ徒歩10分。
- JR京都線吹田駅より阪急バス「市立図書館前」下車。